# Christophe Thill
Œuvres principales
- Le guide Lovecraft

Christophe Thill est un spécialiste de l'œuvre de H. P. Lovecraft et Robert W. Chambers, traducteur, anthologiste, éditeur (Editions Malpertuis) et auteur d'articles et critiques.

## Activités littéraires
Dès 1997, il produit la première traduction française de référence du recueil de nouvelles de R. W. Chambers, Le Roi en jaune. Le texte, d'abord posté partiellement en ligne, est publié intégralement en 2007 aux éditions Malpertuis, co-fondées avec Thomas Bauduret.
Il est l'auteur du Guide Lovecraft (ActuSF, 2018 ; Hélios, 2020),.
Il a assuré la direction éditoriale de l'édition française de la biographie de référence de Lovecraft : Je suis Providence de S. T. Joshi (ActuSF, 2019),,.
Il a participé à l'édition intégrale des œuvres de Lovecraft aux éditions Mnémos (2022), notamment par la réalisation d'une chronologie, d'un glossaire, d'un index de l'ensemble des textes, et la rédaction d'un article sur "Lovecraft et la France".
Il a contribué à divers ouvrages, notamment H. P. Lovecraft, au cœur du cauchemar (ActuSF, 2017), Les Mythes de Lovecraft: Ph'nglui mglw'nafh Cthulhu (Ynnis, 2022), et réalisé l'Anthologie de l'horreur et de l'épouvante aux éditions First (2025).
Il a dirigé plusieurs anthologies aux éditions Malpertuis, dont HPL 2007 (2007) et Muséums (2011).

## Autres activités professionnelles
Statisticien de formation, il travaille comme chef de projet études à l'Association pour l'emploi des cadres (Apec) pour laquelle il dirige des études quantitatives et qualitatives depuis 2005.

## Vie personnelle
Il est marié avec Barbara Thill, psychologue clinicienne, et vit en région parisienne.